# 1260
Évszázadok: 12. század – 13. század – 14. század
Évtizedek: 1210-es évek – 1220-as évek – 1230-as évek – 1240-es évek – 1250-es évek – 1260-as évek – 1270-es évek – 1280-as évek – 1290-es évek – 1300-as évek – 1310-es évek
Évek: 1255 – 1256 – 1257 – 1258 –  1259 – 1260 – 1261 – 1262 – 1263 – 1264 – 1265

## Események
- Bréma belép a Hanza-szövetségbe.
- július 12. – II. Ottokár cseh király serege a kroissenbrunni csatában legyőzi IV. Béla és István herceg seregét, ezzel meghiúsítja a Stájerország uralmára vonatkozó magyar igényt.[1]
- július 13. – A Német Lovagrend és a Kardtestvérek serege a livóniai lápoknál, Durben vára alatt árulás következtében súlyos vereséget szenved a litvánok támogatta lett fölkelőktől. Hamarosan kirobban a balti poroszok 1253 utáni legnagyobb fölkelése.
- Kamejama japán császár trónra lépése.
- szeptember 3. – Az Ajn Dzsálút-i csatában (Palesztina) a mamlúk szultán serege megveri a mongolok seregét, ezzel megállítja a mongol előrenyomulást a Közel-Keleten.

## Születések
- Maximus Planudes, bizánci teológus, nyelvtudós
- Eckhart mester német teológus és filozófus († 1327?)